# Lac Prile
Le lac Prile (en latin : Prilis Lacus, en italien : Lago Prile), est un ancien lac aujourd'hui disparu situé entre les municipalités de Grosseto et Castiglione della Pescaia, dans la province de Grosseto, en Toscane. De l'ancien lac il ne reste que 1200 hectares qui font partie de la réserve naturelle de Diaccia Botrona.

## Histoire
Pendant la Préhistoire, la plaine grossetane était occupée par un vaste golfe dans lequel se jetaient le fleuve Ombrone et le torrent Bruna.
À l'époque étrusque le golfe se transforma graduellement jusqu'à devenir une vaste lagune communiquant avec la mer et qui fut appelée lac Prile. Deux villes étrusques se servaient de ce plan d'eau, Roselle et Vetulonia.
À l'époque romaine le paysage changea radicalement. L'occlusion ou le rétrécissement de l'accès à la mer provoqué par les alluvions fluviales transformèrent le lac Prile en un bassin clos. Le fleuve Ombrone ne se jetait plus dans ce lac mais le contournait par le Sud.
Au Ier siècle av. J.-C. ce lieu devait être très prisé par les personnages illustres de l'époque.
La fin de l'Empire romain détermina la dégradation du territoire. Le manque d'entretien des systèmes de drainage et de régulation des eaux  provoqua le dépeuplement des zones proches des rivages en empêchant l'utilisation de la voie côtière.
En effet au Ve siècle Rutilius Namazianus (auteur du petit poème  De Reditu Suo, lors de son voyage vers la Gaule, préféra contourner cette zone très dégradée en voyageant par mer.

## Sources
- Voir lien externe.